# Hildegard Piscator
Hildegar Piscator, née Hildegard Erna Irene Jurczyk, le 8 février 1900 à Königshütte et morte le 23 avril 1970 à Munich, est une actrice et femme de lettres allemande. Elle était l'épouse en premières noces du metteur en scène communiste Erwin Piscator et en secondes noces de l'écrivain communiste Theodor Plievier. Elle est l'auteur de plusieurs livres de souvenirs, ou inspirés de sa vie en URSS, sous le nom d' Hildegard Plievier.

## Œuvres
- Meine Hunde und Ich, Francfort, Heinrich Scheffler, 1957
- Flucht nach Taschkent, idem, 1960
- Ein Leben gelebt und verloren, idem, 1960
- Gelber Mond über der Steppe, Gütersloh, Bertelsmann, 1961
- Grenzen der Liebe, Düsseldorf, Doerner, 1966